# Charlie Stewart
Charlie Stewart (n. 9 septembrie 1993 în Las Vegas, Nevada) este un actor american, cunoscut pentru rolul Bob din serialul Zack și Cody, ce viață minunată și O viață minunată pe punte.